# Lyžařské středisko Zadní Telnice
Lyžařské středisko Zadní Telnice je lyžařské středisko v Krušných horách, nacházející se v obci Telnice v Ústeckém kraji. Jeho součástí je 9 sjezdovek různé obtížnosti o celkové délce 4,2 kilometru.

## Historie
Počátky lyžařského střediska sahají do období před první světovou válkou. V roce 1965 se stalo prvním rekreačním střediskem v Československu a východní Evropě používajícím umělé zasněžování. K roku 2007 bylo jeho součástí 9 sjezdovek různé obtížnosti o celkové délce 4,2 kilometru. Mezi zdejší sjezdovky patří například Cvičná louka, Meva, Macháček, Turistická či Slalomák, které jsou obsluhovány šesti vleky a jednou sedačkovou lanovkou. V okolí je též rozsáhlá síť běžkařských tras (strojově upravovaných i neupravovaných), mezi něž patří i Krušnohorská lyžařská magistrála.

## Obslužnost
Lyžařské středisko je obsluhováno veřejnou autobusovou dopravou zajišťovanou linkou č. 592451 společnosti BusLine z Ústí nad Labem. V zimní sezóně sem rovněž zajíždí skibus (linka č. 10) Dopravního podniku města Ústí nad Labem.